# Franz Hauser
Franz Hauser, född den 12 januari 1794 nära Prag, död den 14 augusti 1870 i Freiburg im Breisgau, var en österrikisk musiker.
Hauser, som var elev till Václav Jan Tomášek, var 1817–1837 en uppburen operasångare (basbaryton) samt 1846–1864 direktor och sånglärare vid konservatoriet i München. Hauser hade i synnerhet anseende som grundlig kännare av Johann Sebastian Bach, av vilken han samlade dyrbara manuskript, samt som förträfflig sånglärare, en verksamhet, vars rika erfarenheter han nedlade i sin Gesanglehre für Lehrende und Lernende (1866).